# Tamara Asseyev
Tamara Constance Asseyev (* 4. Februar 1943) ist eine US-amerikanische Filmproduzentin und Autorin.

## Leben und Wirken
Tamara Asseyev wuchs in Kalifornien auf. Sie besuchte zunächst die Mayfield School und bis 1961 die South Pasadena High School. Danach studierte sie Theater am Marymount College (später in der Loyola Marymount University aufgegangen) und schloss 1965 mit dem B.A. ab. Anschließend erlangte sie ihren Masterabschluss an der University of California, Los Angeles. Ihre Abschlussarbeit beschäftigte sich mit dem Los Angeles Music Center, einer kulturellen Einrichtung, der sie auch später verbunden blieb, unter anderem als Mitglied des Fördervereins Amazing Blue Ribbon.
1966 stand Asseyev in drei Folgen der TV-Comedyserie Meine drei Söhne als Schauspielerin vor der Kamera, wandte sich dann aber dauerhaft der Filmproduktion zu. Ihre Karriere begann als Assistentin des Produzenten Roger Corman. Zusammen arbeiteten sie an acht Filmen, zu denen unter anderem The Trip und Chicago-Massaker gehörten. 1968 produzierte Asseyev einen fünfminütigen Prolog für den Horrorfilm Das Pendel des Todes (1961), da der Film zu kurz für den vorgesehenen TV-Programmplatz bei ABC war.
Cormans Firma New World Pictures trat bei einigen späteren Produktionen von Asseyev als Distributor auf. Auf diesem Wege lernte sie die Leiterin des Filmverleihs Alexandra Rose kennen. Die beiden beschlossen, als Produzenten zusammenzuarbeiten, beginnend 1976 mit der Komödie Drive-In. Der Höhepunkt ihrer Zusammenarbeit und größter Erfolg als Produzenten war das Drama Norma Rae – Eine Frau steht ihren Mann, für das sie mit einer Oscar-Nominierung ausgezeichnet wurden.
1984 gründete Asseyev ihr eigenes Filmproduktionsunternehmen, Tamara Asseyev Productions, in Los Angeles. Damit produzierte sie (vorwiegend als Executive Producer) in den 1980ern einige Fernsehfilme wie Das Doppelleben der Kathy McCormick und Tödliche Galaxie.
Asseyev veröffentlichte außerdem mit Co-Autorin Elizabeth Nickles drei humoristische, illustrierte Bücher, in denen Katzen als Protagonisten auftreten. Sie war auch als Talentsucher des Verlags E.P. Dutton tätig. Sie engagiert sich für die Förderung der Künste, so war sie unter anderem ein Gründungsmitglied des Museum of Contemporary Art, Los Angeles.

## Publikationen (Auswahl)
- The development of the Los Angeles Music Center project. Thesis (M.A.), UCLA, 1968.
- mit Elizabeth Nickles: Always kiss with your whiskers : love advice from my cat. Pocket Books, New York 1991, ISBN 0-671-74983-8.
- mit Elizabeth Nickles: Heavy petting : romantic advice from my cat. Hyperion, New York 1994, ISBN 1-56282-799-5.
- mit Elizabeth Nickles: First cat, second term. Capra Press in cooperation with Feline Fine Editions, Santa Barbara 1997, ISBN 0-88496-421-3.

## Filmografie (Auswahl)
- 1967: The Trip
- 1967: Chicago-Massaker (The Saint Valentine's Day Massacre)
- 1967: Rebellen in Lederjacken (The Devil's Angels)
- 1967: The Wild Racers
- 1968: Prolog zu Das Pendel des Todes (The Pit and the Pendulum)
- 1968: Bewegliche Ziele (Targets)
- 1968: Paddy
- 1970: The Dunwich Horror
- 1972: Sweet Kill
- 1976: Drive-In
- 1978: I Wanna Hold Your Hand
- 1978: Tag der Entscheidung (Big Wednesday)
- 1979: Norma Rae – Eine Frau steht ihren Mann (Norma Rae)
- 1986: Dead or Alive (Fernsehfilm) (The Penalty Phase)
- 1987: Das Versprechen des Elmer Jackson (Fernsehfilm) (After the Promise)
- 1988: Afrika, mein Leben (Fernsehfilm) (Beryl Markham: A Shadow on the Sun)
- 1988: Das Doppelleben der Kathy McCormick (Fernsehfilm) (The Secret Life of Kathy McCormick)
- 1989: The Hijacking of the Achille Lauro (Fernsehfilm)
- 1989: Tödliche Galaxie (Fernsehfilm) (Murder on the Moon)
- 1995: Ein Sommer am See (A Month by the Lake)

## Auszeichnungen (Auswahl)
- 1980: Oscar-Nominierung in der Kategorie Bester Film für Norma Rae – Eine Frau steht ihren Mann
- 1986: Alumni Award for Professional Achievement der Loyola Marymount University[3]